# Crying (singolo Roy Orbison)
Crying è un singolo del cantautore e chitarrista statunitense Roy Orbison, pubblicato nel 1961 ed estratto dall'album omonimo. 
La canzone è stata scritta dallo stesso Roy Orbison con Joe Melson.

## Tracce
Side A
1. Crying

Side B
1. Candy Man

## Cover
- Il cantante e chitarrista Glen Campbell ha inciso il brano nell'album Gentle on My Mind del 1967.
- La cantante Dottie West ha inciso il brano nel suo album What I'm Cut Out to Be (1968).
- B. J. Thomas ha pubblicato la sua versione nell'album Reunion del 1975.
- Nel 1980 l'artista country Don McLean ha pubblicato la cover del brano come singolo, inserito precedentemente nell'album Chain Lightning.
- Il musicista Adrian Belew ha inserito la sua versione acustica nell'album The Acoustic Adrian Belew (1993).
- La cantante messicana Rebekah Del Rio ha realizzato una versione in lingua spagnola e a cappella del brano, intitolata Llorando, presente nel film Mulholland Drive di David Lynch (2001).
- Clay Aiken, per il suo album Tried and True uscito nel 2010, ha inciso il brano in duetto con Linda Eder.
- Sempre nel 2010 la cantante di musica latino-americana La India ha pubblicato il disco Unica, in cui è presente la sua cover.
- Nel 2011 il gruppo Il Divo ha pubblicato il brano nell'album Wicked Game.
- Il gruppo canadese Austra ha inserito una propria cover nell'album Feel It Break (2011).